# Annie Sinanduku Mwange
Annie Sinanduku Mwange est une minière et militante congolaise. En 2024, elle a été incluse dans 100 femmes. 

## Carrière
En 2010, Mwange a lancé un programme pour les enfants orphelins dans le Territoire de Kailo, mais n'a pas pu atteindre beaucoup d'entre eux car ils travaillaient dans des mines. Mwange était conscient de la nécessité d'améliorer les moyens de subsistance des femmes, ce qui éliminerait ensuite le travail des enfants. De plus, les femmes étaient touchées par le harcèlement sexuel et l'inégalité sur le lieu de travail. Pour cette raison, Mwange a commencé un mouvement de base pour combattre l'inégalité et le harcèlement sexuel dans les mines.
Mwange a fondé Asefa, une organisation de la société civile qui a lancé un programme pilote axé sur l'éducation et la formation pour changer la dynamique des genres et améliorer la santé et la sécurité des femmes de Kailo travaillant dans les mines. 
Comme stratégie pour éviter l'inégalité et le harcèlement sexuel, Mwange souhaite que les femmes de son réseau possèdent et occupent des postes de leadership dans les opérations minières, à la place du travail périphérique qui leur a été assigné, comme le lavage des minéraux extraits. Pour y parvenir, elle a commencé à chercher des investisseurs pour fournir un financement aux femmes entrepreneures (parfois des voisines et de la famille). Elle a réussi à faire en sorte qu'au moins 56 d'entre elles deviennent 'mère boss' ou 'mère patronne' des mines. De plus, elle a reçu le soutien de l'Initiative Humanitaire de l'Université Harvard et un financement de la.l’ Agence des États-Unis pour le développement international.

## Reconnaissance
En 2024, un article de Mélanie Gouby sur Annie Sinanduku Mwange a été nommé pour le One World Media Award, qui récompense la couverture des récits dans le Sud global.   La même année, Mwange a été reconnue comme l'une des « 100 femmes » par la BBC.